# Magnolia dawsoniana
Magnolia dawsoniana este o specie de plante din genul Magnolia, familia Magnoliaceae, descrisă de Alfred Rehder și Ernest Henry Wilson. Conform Catalogue of Life specia Magnolia dawsoniana nu are subspecii cunoscute.